# 西川奈央子
西川 奈央子（にしかわ なおこ）は、日本の絵本作家。ペンネームは、にしかわなおこ。イタリアボローニャ国際絵本原画展2021ファイナリスト。

## 略歴
和歌山県生まれ。大阪工業大学大学院工学研究科建築学専攻修士課程修了。学生時代から創作活動に励み、「ひとめみたらわすれられない。そんなえをかく、ひとになりたい」という思いを胸に絵本作家を志す。その後、絵本作家として活動を開始し、書籍出版などを経て、2011年日本文学館出版大賞特別賞を受賞。2021年絵本・教育画劇作品の『もりやまさんとまちやまさんは』が、第10回有田川町絵本コンクール2021で最優秀賞を受賞。イタリアのボローニャ国際絵本原画展2021でファイナリストに選出される。2023年テレビ高知絵本コンクール優秀賞受賞。
2025年4月から8月まで、母校の大阪工業大学図書館本館ギャラリーで、「にしかわなおこ　絵本原画展」を開催している。

## 作品の特徴
緻密な作風であり、水彩絵の具と墨汁を使って手描きした素材をスキャンし、デジタル上で1000〜1500層もの画像を重ね合わせて1枚の絵を完成させるという、非常に手間のかかる制作方法を採用。この独特な技法により、木々や建物の一つ一つに細やかな表情をもたらし、魅力的な作品を生み出している。

## 主な著書
- マルコはブランコにのって（単著、文芸社2021）[6]
- 時追花（単著、新風舎2006）
- 魚かもしれない（単著、文芸社2009）